# Palmerston, Lãnh thổ Bắc Úc
Palmerston là một thành phố vệ tinh của Darwin, thủ phủ và thành phố lớn nhất của Lãnh thổ Bắc Úc, Úc.